# Frederic Wake-Walker
Pour les articles homonymes, voir Wake et Walker.
Ne doit pas être confondu avec Frederic John Walker.
L'amiral Frederic Wake-Walker, né le 24 mars 1888 et mort le 24 septembre 1945, est un amiral britannique qui a servi dans la Royal Navy pendant la Première Guerre mondiale et la Seconde Guerre mondiale, en ayant un rôle de premier plan dans l'opération Dynamo, l'évacuation de Dunkerque en mai-juin 1940 puis dans la destruction du Bismarck.

## Biographie et jeunesse
Né William Frederic Wake-Walker, il est le fils de Frederic George Arthur Wake-Walker et de Mary Eleanor Forster, et le petit-fils de Baldwin Wake Walker, Surveyor of the Navy de 1848 à 1861. Il épouse Muriel Elsie Hughes, fille de Sir Alfred Collingwood Hughes. Son fils, le capitaine Christopher Wake-Walker (1920-1998) épouse en 1944 Lady Anne Spencer, fille du 7e comte Spencer et tante paternelle de Diana, princesse de Galles.
Après des études au Haileybury and Imperial Service College (en), Wake-Walker entre dans le Royal Naval College à Dartmouth, en tant que cadet en 1903 et l'année suivante est en mer en tant qu'aspirant de marine à bord du HMS Good Hope, le fleuron de la 1re escadre de croiseurs.

## Première Guerre mondiale
Au de la Première Guerre mondiale, Wake-Walker a atteint le grade de lieutenant, et a sert sur le HMS Cochrane , de 1913 à 1915. Il a été promu lieutenant commander en juillet 1916 et après une formation sur le HMS Vernon, est nommé sur le nouveau cuirassé HMS Ramillies, servant sur ce navire jusqu'à la fin de la guerre.

## Entre-Deux-Guerres

### Commandements et promotions
Wake-Walker est promu commander en juin 1920, il sert à bord du HMS Coventry de 1919 à 1921. Entre 1921 et 1925, il sert au Royal Naval College de Greenwich, à l'état-major, et puis à l'École de Tactique de Portsmouth. Il retourne en mer pour diriger l'HMS Royal Oak de 1925 à 1927.
Promu capitaine en 1927, il commande le HMS Castor de 1928 à 1930 sur la Méditerranée et les côtes chinoises. De septembre 1932 à juillet 1935, il sert en tant que capitaine du HMS Dragon en Amérique et dans les Antilles, et à partir de janvier 1938 – 1939 en tant que capitaine du HMS Revenge dans la Home Fleet. De 1930 à 1943, il est directeur adjoint de la formation de l'encadrement naval de l'Amirauté. De 1935 à 1938, il est également responsable des torpilles et des mines à l'Amirauté.
Wake-Walker obtient un grade d'officier général (en) le 10 janvier 1939.

### Responsabilité de la collision entre le HMSDragonetMaplebranch
Le 13 août 1934, le HMS Dragon sous le commandement de Wake-Walker entre dans le port de Montréal lorsque le navire entre en collision avec un pétrolier à vapeur, le Maplebranch, solidement amarré au moment de la collision. Le Maplebranch coule. Le propriétaire du navire poursuit Wake-Walker en justice pour les dommages causés au Maplebranch et à sa cargaison, jugeant que ce naufrage est causé uniquement par la mauvaise la négligente navigation du Dragon par Wake-Walker. Dans sa défense, Wake-Walker plaide l'accident inévitable, causé par la manœuvre d'un troisième navire, le Saguenay Trader, que Wake-Walker a essayé d'éviter de heurter.
En première instance, Wake-Walker est jugé responsable. L'appel de Wake-Walker à la Cour Suprême du Canada confirme le verdict de responsabilité par une majorité de 3 contre 2. S'exprimant pour la majorité, le juge Davis considère que dans ces circonstances, Wake-Walker doit prouver qu'il n'a pas été négligent, ce qu'il n'a pas fait. Wake-Walker dépose ensuite un recours devant le Comité judiciaire du Conseil Privé Impérial, à cette époque, la plus haute cour d'appel pour l'Empire Britannique. Cette juridiction rejette le recours. En parlant au nom du Comité judiciaire, le vicomte Sankey montre son accord avec les tribunaux précédents pour considérer que Wake-Walker n'a pas démontré que l'accident avait été inévitable.

## Seconde Guerre mondiale
Wake-Walker en septembre 1939 est contre-amiral commandant la douzième escadre de croiseurs. Ce commandement dure seulement un court laps de temps, il revient bientôt à l'Amirauté en tant que chef d'un groupe spécial créé pour développer des moyens permettant de contrer les mines magnétiques.
En mai 1940 Wake-Walker, contre-amiral à Douvres, commande l'ensemble des navires chargés de l'évacuation de Dunkerque. Wake-Walker atteint Dunkerque dans le dragueur de mines HMS Hebe , le 30 mai. Le 1er juin, son navire amiral, le destroyer HMS Keith, est coulé par des Stukas. Il dirige ensuite des opérations dans le port. Pour son rôle dans l'évacuation, il est nommé Compagnon de l'ordre du Bain.
De juin à décembre 1940, il commande le 1st Mine Laying Squadron, chargé de la création sur la côte est d'une barrière de mines, et, après un bref moment commandant de la Force K battant son pavillon dans le porte-avions HMS Formidable, il est nommé commandant de la 1re escadre de croiseurs.

### Naufrage duBismarck
À la fin de mai 1941, deux croiseurs lourds de Wake-Walker – le HMS Suffolk et son navire amiral le HMS Norfolk - sont placés au nord-ouest de l'Islande pour intercepter et suivre le Bismarck si celui-ci tente d'atteindre l'Océan Atlantique. Le Bismarck quitte Bergen en direction du détroit de Danemark, le 21 mai en compagnie du croiseur lourd Prinz Eugen.
Le 23 mai 1941 à 19h22, le Suffolk repère le Bismarck et le Prinz Eugen. Après un bref échange de tirs, les navires britanniques se mettent à l'abri et suivent leur ennemi par radar. Ils maintiennent le contact avec les deux bateaux allemands durant la nuit en dépit de conditions météorologiques épouvantables, parviennent à guider le vice-amiral Lancelot Holland qui peut ainsi placer ses deux navires HMS Hood et HMS Prince of Wales en position d'intercepter le Bismarck. Les deux forces sont réunies à la Bataille du détroit de Danemark le jour suivant.
Lors de cette bataille, le vice-amiral Holland est tué lors de la destruction du Hood. De nombreux officiers supérieurs du Prince of Wales ont été tués ou blessés ce qui amène Wake-Walker à être commandant du Norfolk, du Suffolk et du Prince of Wales endommagé. Il décide de ne pas poursuivre la lutte et de continuer à suivre les bateaux allemands, croyant que l'amiral John Tovey s'approche avec les puissants éléments de la Home Fleet.
Wake-Walker reste dans le sillage du Bismarck mais le contact radar est perdu au début du 25 mai. Wake-Walker envoie le Suffolk à la recherche vers le sud-ouest, ce qui fait qu'il ne joue plus aucun rôle dans la bataille. Cependant, le Norfolk s'oriente vers l'est, ce qui l'amène à être présent lors de la partie finale de la bataille le jour suivant.
Plus tard, une proposition d'une cour martiale réunissant Wake-Walker et John Leach, capitaine du Prince of Wales est faite. L'accusation considère que les deux officiers ont tort de ne pas avoir continué le combat avec Bismarck après le naufrage duHood. John Tovey, commandant en chef de la Home Fleet est consterné par cette critique. Une querelle s'ensuit entre Tovey et son supérieur, l'amiral Dudley Pound. Tovey déclare que les deux officiers avaient agi correctement en ne mettant pas en danger leurs navires inutilement et en veillant à ce que les bateaux allemands soient suivis. Tovey menace de démissionner de son poste et d'apparaître à une cour martiale comme ami et témoin de la défense. Aucune suite n'est donnée à cette éventuelle cour martiale,.
Pour son rôle dans la destruction du Bismarck, Wake-Walker est nommé Commandeur de l'Ordre de l'Empire Britannique.
En avril 1942, il est promu vice-amiral et est nommé Third Sea Lord and Controller of the Navy. Sa tâche principale est de créer une immense flotte de navires de débarquement nécessaires pour mener à bien les débarquements amphibies, de l'"Opération Torch" au débarquement de Normandie.
En 1943, Wake-Walker est nommé Chevalier Commandeur de l'Ordre du Bain.
Le 8 mai 1945, il est promu amiral et en septembre, il est nommé commandant en chef en Méditerranée. Cependant, le 24 septembre 1945, il meurt subitement à son domicile de Londres.